# Tim Pappas
Pour les articles homonymes, voir Pappas.
Pas d'image ? Cliquez ici
Tim Pappas, né le 14 septembre 1973, est un homme d'affaires et pilote automobile américain engagé en American Le Mans Series et en Rolex Sports Car Series au sein de l'écurie de sa propre écurie Black Swan Racing.

## Palmarès
- Vainqueur des American Le Mans Series dans la catégorie GTC en 2010 et en 2011
- Vainqueur du Petit Le Mans dans la catégorie GTC en 2010 et en 2011
- Vainqueur des 12 Heures de Sebring dans la catégorie GTC en 2011